# Sinar Bahagia
Sinar Bahagia is een bestuurslaag in het regentschap Simeulue van de provincie Atjeh, Indonesië. Sinar Bahagia telt 468 inwoners (volkstelling 2010).